# Jacques de Crèvecœur

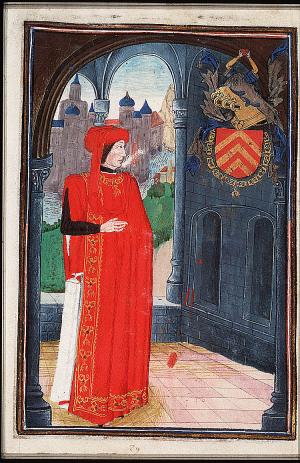
Jacques de Crèvecœur in Statuts, Ordonnances et Armorial de l'Ordre de la Toison d'Or

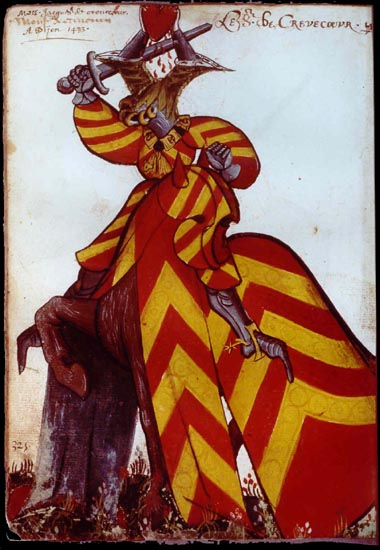
Jacques de Crèvecœur in Le grand armorial équestre de la Toison d'or (Manuskript BNF Arsenal 4790)

Jacques de Crèvecœur († 10. September 1439) war Herr von Crèvecœur, Thiennes und Thois. Er war der Sohn von Jean IV. de Crèvecœur und Blanche de Saveuse.

## Leben
Jacques de Crèvecœur stand in Diensten des Herzogs von Burgund. Nach der Eroberung Compiègnes durch die Burgunder 1418 wurde er zum Kapitän und Gouverneur der Stadt ernannt, konnte sie aber gegen die Armagnacs nicht halten. Er geriet in Gefangenschaft, die für ihn bis 1421 dauerte. Im gleichen Jahr nahm er an der Belagerung von Saint-Riquier, den Kämpfen bei Abbeville sowie am 30. August 1421 an der Schlacht von Mons-en-Vimeux teil. 1423 kämpfte er bei der Rückeroberung Compiègnes.
Im Jahr 1430 war er Kapitän und Gouverneur von Clermont-en-Beauvaisis, deren Belagerung durch die französischen Truppen er solange standhielt, bis sie durch den Earl of Huntingdon und den Bastard von Saint-Pol aufgehoben werden konnte. Im Jahr 1433, auf dem 3. Kapitel, wurde er – gemeinsam mit Saint-Pol – in den Orden vom Goldenen Vlies aufgenommen.
Im Jahr 1435 gehörte er als enger Berater des Herzogs zu den Unterhändlern beim Vertrag von Arras. 1438 war er Angehöriger der Delegation, die die Ehe Karls des Kühnen mit Catherine de Valois, der Tochter des Königs Karl VII., vorbereitete, die 1440 geschlossen wurde. 1439 nahm er an den englisch-französischen Vertragsverhandlungen in Gravelines teil.

## Familie
Jacques de Crèvecœur heiratete in erster Ehe Bonne de Viefville, Tochter von Jean de Viefville und Marguerite de La Vacquerie, dann heiratete er in zweiter Ehe Marguerite de la Tremoille, Herrin von Esquerdes, Tochter von Jean de la Trémoille und Jeanne de Créquy, Witwe von Philippe du Bois d’Annequin (Haus La Trémoille)
Sein Sohn aus dieser zweiten Ehe war Philippe de Crèvecœur d’Esquerdes (1418–1494), der nach dem Tod Karls des Kühnen (1477) auf die französische Seite wechselte und 1483 zum Marschall von Frankreich ernannt wurde.